# シュナの旅
『シュナの旅』（シュナのたび）は、宮崎駿が徳間書店のアニメージュ文庫から出したファンタジー絵物語である。全ページカラー作品、1983年6月初版。2022年に北米で出版された英訳版のタイトルは『Shuna's Journey』。2023年にイタリアで出版されたイタリア語翻訳版のタイトルは『Il Viaggio di Shuna』。

## 概要
谷の底の小さな王国の王子、「シュナ」という青年の物語である。チベット民話「犬になった王子」（文：君島久子、絵：後藤仁 / 岩波書店）が元となっている。麦を求めて王子が旅をするという民話で、『シュナの旅』も基本的に同じ構成ではあるが、登場人物・キャラクター等は宮崎独自のもの。
アーシュラ・K・ル＝グウィンの『ゲド戦記』からも影響を受けており、スタジオジブリが『ゲド戦記』をアニメ化するにあたって監督の宮崎吾朗は『シュナの旅』を参考にしたという。
2022年11月1日にはニューヨークでグラフィックノベルを発行するファースト・セカンド・ブックス（First Second Books）より英語版が出版された。タイトルは『Shuna's Journey』で、翻訳は『レッドタートル ある島の物語』を監督したマイケル・デュドク・ドゥ・ヴィットの息子でジャーナリストの、アレックス・デュドク・ドゥ・ヴィットが手掛けた。文庫サイズの日本版よりも大きな判型で印刷されている
。英語版発売の発表を受けて日本国内でも94刷目となる重版が決定し、累計の発行部数は90万部を突破した。
2023年、『シュナの旅』はアイズナー賞最優秀アジア作品（Best U.S. Edition of International Material - Asia）を受賞した。同年にはフランス語版も刊行され、翌年上半期までの間だけで18万5000部を売り上げた。

## 登場人物
シュナ
主人公。辺境の山深い谷底にある小国の王子。収穫量の少ない貧弱な雑穀しか育たず、貧窮に喘ぐ国を深く憂えていたが、ある日、行き倒れた旅人から麦の存在を聞き、国を救うために神人の国から麦を持ち帰ることを決意し、ヤックルと共に旅に出る。
旅の途中で奴隷商人からテアを助け出す。その後、単身神人の国へと乗り込み、苦労の末にようやく麦を手に入れるも、その際の壮烈な経験から人間らしさを一切失ってしまう。だが、テアの手厚く献身的な手助けで徐々に自我と人間らしさとを取り戻し、やがてテアと共に麦を見事に実らせ、麦とテア姉妹とを携えて、ついに生まれ故郷への帰還を果たす。
テア
ヒロイン。気丈で芯の強く美しい娘。言葉の不自由な妹がいる。奴隷商人によって妹共々売り飛ばされそうになっていた矢先、旅の途中のシュナに救われ、神人の国の直前までシュナと行動を共にする。シュナが神人の国へ旅立った後は、北の小村で妹と暮らしながら彼の帰りを辛抱強く待ち続け、シュナとの再会後は人間性を失ったシュナに常に付き添い、献身的に手助けする。

## ラジオドラマ
60分のラジオドラマ版が1987年5月2日にNHK-FMのラジオ番組「FMシアター」で全国放送された。映画『風の谷のナウシカ』に感銘を受けた演出家の保科義久が、宮崎駿にラジオドラマのオリジナル脚本を要請したところ、既に新作のアニメーションに取り組んでいた宮崎が、代わりに提示したのが本作。デジタル録音でサラウンドが制作された初のPCMサラウンドドラマと謳われた。
2015年9月23日放送のNHK-FMのラジオ番組「今日は一日ラジオドラマ三昧」内で再放送された。
1. 旅立ち
2. 西へ
3. 都城にて
4. 襲撃
5. 神人の土地へ
6. テア

### スタッフ
- 製作：NHK
- 脚色：宮田雪
- 音楽：AKIRA（伊藤詳）
- 技術：鈴木清人
- 効果：上田光生
- 演出：保科義久

### キャスト
- シュナ：松田洋治
- テア：藤代美奈子
- 旅人：下元勉
- 奴隷商人：松山照夫
- 老婆：北城真記子
- 古老：戸浦六宏
- ナレーション：佐々木功

## 他作品への影響
この作品に出てくる動物「ヤックル」は、後に『もののけ姫』に、「ミノノハシ」は漫画『風の谷のナウシカ』にも登場する他、『天空の城ラピュタ』と『もののけ姫』にも登場している。